# Râul Valea Stânei, Turcu
Râul Valea Stânei este un afluent al râului Moieciul Rece. 

## Hărți
- Harta județului Brașov